# Tidningarnas Telegrambyrå

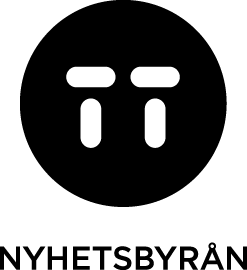
Logo

Tidningarnas Telegrambyrå AB (kurz TT, etwa „Telegrammagentur der Zeitungen“) ist eine private schwedische Nachrichtenagentur.
TT ist im Besitz mehrerer großer Zeitungen sowie kleinerer Medienunternehmen. Diese sind im Einzelnen Aftonbladet (20 Prozent), Dagens Nyheter, Expressen, Göteborgs-Posten, Svenska Dagbladet und Sydsvenska Dagbladet (jeweils 10 Prozent), MittMedia Förvaltnings AB, Norrköpings Tidningar, Pres(s)gruppen, Upsala Nya Tidning, VLT AB und Östgöta Correspondenten (jeweils 5 Prozent). Geschäftsführer ist seit 2006 Thomas Peterssohn. Mit TT Spektra besitzt TT eine hundertprozentige Tochtergesellschaft.
TT wurde 1921 von einer Reihe großer schwedischer Tageszeitungen gegründet und übernahm die ältere Nachrichtenagentur De förenade byråerna (DFB, „Die vereinten Agenturen“). Von 1924 bis 1995 produzierte TT Nachrichtensendungen für die schwedische öffentlich-rechtliche Rundfunkanstalt Sveriges Radio, heute jedoch nur noch für kleinere private Sender. Im Herbst 2005 verlor TT die beiden Zeitungen Metro und Dagens Nyheter als Kunden, wobei Dagens Nyheter nach einem Jahr im Herbst 2006 erneut Kunde wurde.